# Мелитополь (телерадиокомпания)
ТРК «Мелитополь» («TVM») — мелитопольская телекомпания. Ретранслирует программы «Нового канала», а также имеет 3 часа в сутки собственного эфирного времени. Первый директор ТВМ с 1993 по 1999 годы Владимир Уманский.

## История
Канал начал вещание в 1991 году и первоначально назывался «МТВ». В 1994 году сменил название на «TVM». Имел договора на ретрансляцию программ следующих телеканалов:
- 1996—1998 — «ОРТ»
- 2002—2003 — «СТБ»
- 2003—26.06.2006 — «Тонис»
- 27.06.2006—01.06.2007 — «Кино»
- 02.06.2007—31.12.2008 — «24»
- 01.01—31.12.2009 — «Кино»
- С 01.01.2010 — «Новый канал»

В 1991 году в Мелитополе начал свою работу телеканал «Тонис», которыми ведали Игорь Таран и Сергей Сергеев.
Для освещения жизнедеятельности Мелитополя были созданы три студии:
- 1 — Тонис — руководитель Михаил Пачев, Игорь Мамчур, Александр Колчинский Светлана Миронова, Елена Мангер, и др.
- 2 — МТВ плюс — руководитель Михаил Прайс. Евгения Гришко, Оксана Попова и др.
- 3 — Акцент — руководитель Владимир Уманский. Юрий Беляев, Сергей Рябинин, Светлана и Александр Кашуба, Дмитрий Арделян.

6 июня 1993 года при поддержке депутатов городского совете был создан комитет по информации для объединения муниципальных СМИ.
В 2007 году Национальный совет Украины по вопросам телевидения и радиовещания наложил штраф на ТРК «Мелитополь» за нарушение предвыборного законодательства.
Долгое время телекомпания работала с убытком, компенсируя расходы за счёт городского бюджета. В 2009 году в горсовете даже поднимался вопрос о закрытии убыточного муниципального телеканала, но не был поддержан депутатами. За 2011 год убытки телекомпании составили 85 тысяч гривень. В 2011—2013 годах под руководством Виктора Проскурни телекомпания вышла из кризиса, и в 2013 году принесла доход 90 тысяч гривень, что позволило провести модернизацию оборудования, ремонт помещения и впервые за долгое время выплатить премии сотрудникам.
29 апреля 2013 года горсовет расторг контракт с директором ТВМ Виктором Проскурней. Заместителем и. о. директора был назначен оппозиционный политик и бывший директор МТВ-плюс Владимир Коротун, и ожидалось, что он вскоре займёт кресло директора ТРК «Мелитополь».
Но 27 июня 2013 года Владимир Коротун был уволен, а 23 августа директором был назначен Владимир Морозовский.
В конце ноября 2013 года телеканал оказался вовлечён в скандал, когда водитель директора телеканала обвинил директора в использовании автомобиля в личных целях и обратился с жалобой в горсовет, а на следующий день был уволен.
С сентября 2017 года редакция телеканала сменила место дислокации. Её новый адрес — улица Университетская, 15 (2 этаж), в помещениях коммунальной аптеки. Место это более, чем ужасное, все сотрудники ютятся друг у друга «на головах».
Директор ТРК «Мелитополь» Татьяна Ткаченко со своими обязанностями не справляется, на работу ходит редко.

## Деятельность

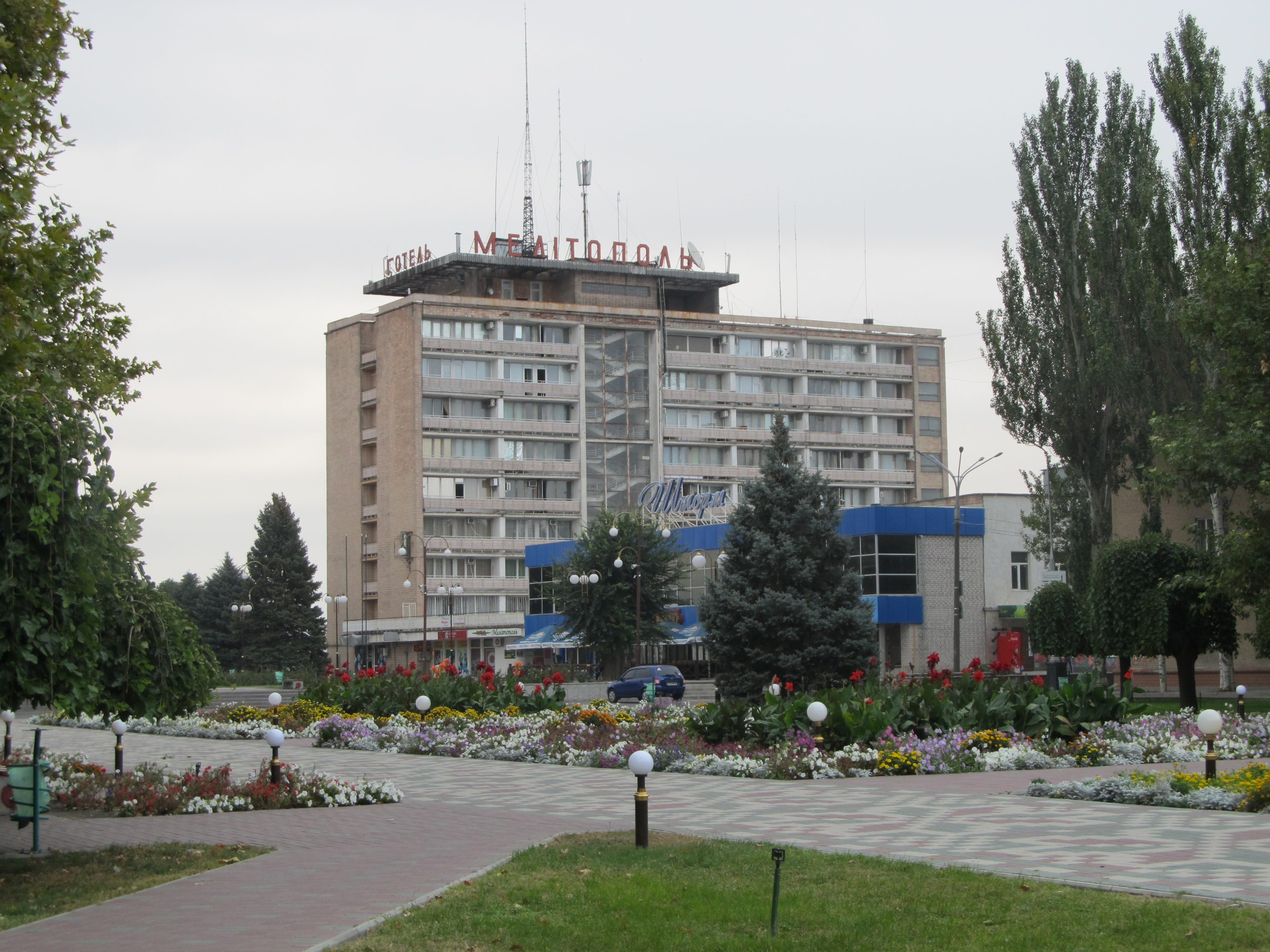
Гостиница «Мелитополь» на площади Победы, в которой находился офис телекомпании до сентября 2017 года.

ТВМ работает на телеканале 27 PAL. Вещание телепрограмм осуществляется с помощью передатчика «Квант эфир» мощностью 0,2 кВт, приобретённого 2009 году, с Мелитопольской телемачты высотой 200 метров. От телекомпании к передатчику сигнал передаётся по волоконно-оптической линии связи, проложенной в 2010 году.
Телекомпания имеет 2 телестудии. Коллектив составляет 12 человек.
ТВМ ретранслирует программы «Нового канала». В будние дни он имеет 3 час собственного эфирного времени, в выходные —2:30 минут. Канал производит следующие телепрограммы:
- «Вести» — информационная программа, выходящая по будним дням.
- «Вести. События недели» — итоговая программа, выходящая в выходные дни.
- «Диалог в прямом эфире» — программа в формате интервью. Зрители могут звонить в студию и задавать вопросы участникам программы.
- «Мелитополь от А до Я»
- «Мелитополь промышленный»
- «Секреты успеха»
- «События. Факты. Комментарии» — аналитическая программа.
- «Детский мир» — детская программа.
- «Налоговый ориентир» — программа Мелитопольской налоговой инспекции. Выходит в эфир с 1 ноября 2003 года. Аудио-версия передачи транслировалась районным проводным радио, с 2011 года выпуски передачи размещаются в Интернете[15].
- талант-шоу «Стань зіркою»
- Моя улица
- Рецептор вкуса
- Город, в котором мы живем
- Life Drive (Лайф Драйв) — развлекательная программа про активный отдых.

Ещё информационные программы — «Теледебаты». «Новости», «Люди… Подіі… Час… — программа Нины Ефименко», «Итоги», «Автограф» — программа Алексея Макеева с участием Татьяны Копайловой и Елены Ефименко, «Авторская песня» — программа Бориса Удовиченко, «Словникова скринька» — программа 13 летнего Романа Кадемина, Григория Полякова и Натальи Петренко, «Спорт за неделю и Мелитополь спортивный» — Владимира Ящука, «Наш город» — Игоря Ермолаева и Сергей Рябинин, «Авдет» — програма Диляры Кудусовой, «Литературная гостиная» — программа Владимира Наговского и Валерия Розова, «Росток» — программа с одаренными детьми дворца творчества, ежедневная программа «Погода в доме» Галины Катющенко, «МВ — ОБЗОР» — Михаил Кумок и Юрий Куперман …и др программы.

## Руководители
- Владислав Белень — и. о. директора в 2007 году[16]
- Сергей Евгеньевич Довжик — директор с апреля 2007 года[16][17]
- Виктор Проскурня — директор в 2011—2013[5][7]
- Александр Кравчук — и. о. директора в 2013 году[9]
- Владимир Морозовский — директор с 2013[10] по 19 марта 2014[18]
- Михаил Владимирович Кумок — директор с 19 марта 2014[18]
- Анна Абрамович — директор с 30 мая 2015 по 2017.
- Татьяна Михайловна Ткаченко — и. о. директора с апреля 2017